# 최용 (고려)
최용(崔湧, ? ~ 1119년)는 고려 중기의 문신으로, 본관은 해주(海州)이다. 최사제(崔思齊)의 3남이자 최윤의(崔允儀)의 아버지이다.

## 생애
생애에 대해서는 그다지 알려진 것이 없으며, 관직은 경(卿)에 이르렀던 듯하다.
사후인 1121년(예종 16) 딸이 예종(睿宗)의 숙비(淑妃)가 되었으며, 1144년(인종 22) 수사공(守司空)·좌복야(左僕射)·참지정사(叅知政事)·판공부사(判工部事)·주국(柱國)에 추증되었다.

## 가족 관계
※『최용 처 김씨 묘지명』에서 밝혀진 가계이다. 그 이외의 자료에서는 딸이 예종의 후비가 되었다는 기록, 아들 최윤의가 최충의 현손(4대손)이라는 기록만 확인된다.
- 증조 - 최충(崔冲, 984년 ~ 1068년) : 수태사(守大師)·중서령(中書令), 문헌공(文憲公), 정종(靖宗)의 배향공신
  - 조부 - 최유선(崔惟善, ? ~ 1075년) : 수태사·문하시중(門下侍中)·판이부사(判吏部事)·상주국(上柱國), 문화공(文和公), 문종(文宗)의 배향공신
    - 아버지 - 최사제(崔思齊, ? ~ 1091년) : 수사공(守司空)·중서시랑동중서문하평장사(中書侍郞同中書門下平章事)·판이부사·감수국사(監修國史)·상주국, 양평공(良平公)
    - 어머니 - 미상
      - 부인 - 수태위(守太尉)·문하시랑동중서문하평장사(門下侍郞同中書門下平章事)·판예병부사(判禮兵部事)·감수국사·상주국, 문정공(文貞公) 김상기(金上琦, 1031년 ~ ?)의 딸
        - 장남 - 준류(俊流) : 승려
        - 차남 - 최윤숙(崔允俶)
        - 3남 - 최윤의(崔允儀, 1102년 ~ 1162년) : 문하시랑동중서문하평장사(門下侍郞同中書門下平章事)·판이예부사(判吏禮部事)·감수국사, 증(贈) 수태사(守大師)·문하시중(門下侍中)·상주국·낙랑군개국후(樂浪郡開國侯), 문숙공(文肅公), 의종(毅宗)의 배향공신
        - 4남 - 요절
        - 5남 - 요절
        - 6남 - 최윤수(崔允脩)
        - 7남 - 요절
        - 8남 - 최윤서(崔允偦, ? ~ 1170년) : 대부소경(大府小卿), 무신정변 당시 피살됨
        - 첫째 사위 - 황위(黃偉) : 분사사재소경(分司司宰少卿)·지공부사(知工部事)
        - 둘째 사위 - 예종(睿宗, 1079년 ~ 1122년)[4] : 고려 16대 왕